# Jones Rocks
Jones Rocks är en kulle i Antarktis. Den ligger i Östantarktis. Australien gör anspråk på området. Toppen på Jones Rocks är 48 meter över havet.
Terrängen runt Jones Rocks är kuperad åt sydost, men åt nordväst är den platt. Trakten är obefolkad. Det finns inga samhällen i närheten.